# حشره‌خوار ایتالیایی
 حشره‌خوار ایتالیایی (نام علمی: Sorex samniticus) نام یک گونه از سرده حشره‌خوارهای دم‌دراز است.